# Awłasy (rejon postawski)
Awłasy (biał. Аўласы; ros. Авласы) – wieś na Białorusi, w obwodzie witebskim, w rejonie postawskim, w sielsowiecie Juńki.

## Historia
W czasach zaborów wieś w granicach Imperium Rosyjskiego. Pod koniec XIX wieku należała do dóbr Dołża, własność Tyzenhausów.
W dwudziestoleciu międzywojennym wieś leżała w Polsce, w województwie wileńskim, w powiecie duniłowickim (od 1926 postawskim), w gminie Mańkowicze (od 1927 gmina Hruzdowo) a następnie w gminie Postawy.
Według Powszechnego Spisu Ludności z 1921 roku zamieszkiwało tu 25 osób, wszystkie były wyznania prawosławnego i zadeklarowały białoruską przynależność narodową. Było tu 5 budynków mieszkalnych. W 1931 w 8 domach zamieszkiwało 44 osoby.
Miejscowość należała do parafii prawosławnej w Postawach. Podlegała pod Sąd Grodzki w Postawach i Okręgowy w Wilnie; właściwy urząd pocztowy mieścił się w Postawach.
W 1938 roku miejscowość należała do gromady Dołża gminy Postawy.
Po agresji ZSRR na Polskę w 1939 roku wieś znalazła się w granicach BSRR. W latach 1941–1944 była pod okupacją niemiecką. Następnie leżała w BSRR. Od 1991 roku w Republice Białorusi.